# Forêt nationale d'Urupadi
La forêt nationale d'Urupadi (portugais : Floresta Nacional de Urupadi) est une forêt nationale brésilienne. Elle se situe dans la région Nord, dans l'État du Amazonas.
Le parc fut créé le 2016 et couvre une superficie de 538 081,09 hectares.
Il s'étend sur le territoire de la municipalité de Maués.